# UK Official Download Chart
UK Official Download Chart — британский хит-парад музыкальных синглов на основе цифровых продаж, формируемый компанией The Official Charts Company.
Чарт состоит из 40 позиций. В 2006 году в него входило 200 мест. В чарте учитываются только так называемые permanent digital downloads — платное скачивание музыкальных треков на специализированных сайтах с платой за каждый трек или сингл. Таким образом сюда не входят цифровые продажи с сайтов, где введена ежемесячная абонентская плата за определённое или неопределённое количество скачиваний.

## История
С появлением Интернет-продаж музыкальных треков The Official Charts Company решила создать отдельный хит-парад, отражающий их статистику. Первый чарт был опубликован 26 июня 2004 года.
В начале января 2005 года количество цифровых продаж впервые в истории британских чартов превысило физические продажи. 17 апреля 2005 года официальный британский хит-парад синглов UK Singles Chart стал учитывать статистические данные о цифровых продажах.
Первым синглом, возглавившим UK Official Download Chart стала песня группы The Pixies «Bam Thwok».. Дольше всего (11 недель) в чарте на первом месте находилась песня Gnarls Barkley «Crazy». Наибольшее количество скачиваний в истории чарта у сингла Леди Гаги «Poker Face».

## Критерии включения
- Длительность трека не должна превышать 15 минут.
- Стоимость PDD (Permanent Digital Download) не должна быть ниже 40 пенсов за трек, или 32 пенса, если звуковой лейбл не установил фиксированную дилерскую цену[6].